# Gadaspis combreti
Gadaspis combreti är en insektsart som först beskrevs av Hall 1928.  Gadaspis combreti ingår i släktet Gadaspis och familjen pansarsköldlöss.
Artens utbredningsområde är Zimbabwe. Inga underarter finns listade i Catalogue of Life.